# Schoenlandella robusta
Schoenlandella robusta är en stekelart som först beskrevs av Telenga 1955.  Schoenlandella robusta ingår i släktet Schoenlandella och familjen bracksteklar. Inga underarter finns listade i Catalogue of Life.